# Renato Del Ponte
Renato Del Ponte (Lodi, 21 dicembre 1944 – Fivizzano, 6 febbraio 2023) è stato uno storico italiano, d'impostazione tradizionalista.

## Biografia
Dopo gli studi classici e l'Università a Genova visse per un lungo periodo a Pontremoli, in Lunigiana, dove insegnò italiano e latino in istituti della scuola media superiore, sino al 2001.
Storico delle idee e del diritto religioso arcaico, studioso di storia delle religioni e di simbolismo, fondò nel 1972 la rivista di ispirazione «evoliana» Arthos (Quaderni di cultura e testimonianza tradizionale) di cui fu anche direttore. Della rivista sono esistite tre serie: I (1972-1990); II (1997- 2007); III (dal 2008).
Nel 1971 curò l'edizione critica di un trattato politico medievale, il Tractatus de potestate summi Pontificis di Guglielmo da Sarzano; nel 1987 tradusse e commentò la Relatio III di Quinto Aurelio Simmaco, riveduta e ristampata nel 2008 a cura delle Edizioni Arya di Genova; nel 1993 tradusse il saggio su Tito di B. W. Jones e nel 1994 La Cronologia Vedica di Bal Gangadhar Tilak (in appendice a La dimora artica dei Veda).
Fu tra i cofondatori del Movimento Tradizionale Romano negli anni '80.
Nella sua attività di conferenziere, ricercatore e studioso, pubblicò numerosi libri ed articoli. A lui si deve la decrittazione parziale, nel suo libro del 1994, Evola e il Magico Gruppo di Ur, di alcuni eteroniomi utilizzati dai membri del Gruppo di Ur negli anni '20. Dal 2007 collaborò attivamente con le Edizioni Arya di Genova (ispirate dall'O.I.C.L. - Ordine Iniziatico dei Cavalieri della Luce), al cui editore Nicola Crea la vedova di Del Ponte, Rosanna Peruzzo, affidò "Arthos" (agosto 2023). Nel marzo del 2024 l'O.I.C.L. ha acquisito l'intera biblioteca e la documentazione di studio e ricerca del prof. Renato Del Ponte. 

## Selezione di opere

### Monografie
- Renato Del Ponte, Dei e miti italici. Archetipi e forme della sacralità romano-italica, Genova, Ecig, 1985. ISBN 8875458057 . Seconda edizione 1988; terza edizione 1998. Quarta edizione (riveduta ed ampliata): Edizioni Arya, Genova 2020. ISBN 9788898324163.
- Renato Del Ponte, Il movimento tradizionalista romano nel '900, Scandiano, Sear, 1987. ISBN non esistente .
- Renato Del Ponte, La Religione dei Romani, Milano, Rusconi, 1992. ISBN 9788818880298 . Seconda edizione (riveduta ed ampliata): Edizioni Arya, Genova 2017. ISBN 9788898324064.
- Renato Del Ponte, Evola e il magico Gruppo di UR , Borzano, SeaR, 1994.
- Renato Del Ponte, I Liguri. Etnogenesi di un popolo, Ecig, Genova, 1999. ISBN 8875458324. Seconda edizione dicembre 1999, Ecig Genova. Terza edizione (riveduta ed ampliata): Edizioni Arya, Genova 2019. ISBN 9788898324125.
- Renato Del Ponte, La città degli Dei. La tradizione di Roma e la sua continuità, Ecig, Genova, 2003. ISBN 9788875459598.
- Renato Del Ponte, "Favete Linguis!" Saggi sulle fondamenta del Sacro in Roma antica. Edizioni Arya, Genova 2010. ISBN 9788890725661.
- Renato Del Ponte, "Ambrosiae pocula" (Calici d'ambrosia), Edizioni del Tridente, Treviso 2011.
- Renato Del Ponte, Nella Terra del Drago, note insolite di viaggio nel Regno del Bhutan, Il Tridente, La Spezia, 2012.
- Renato Del Ponte, Il Grande Medioevo, Edizioni Arya, Genova 2021. ISBN 9788898324194.
- Renato Del Ponte, Roma Amor (Roma e la sua sacralità),  Edizioni Arya, Genova 2022. ISBN 9788898324279.

### Libri curati da Renato Del Ponte
- Rudolf von Sebottendorf, Prima che Hitler venisse, Arktos, Torino 1987.

- Julius Evola, Il mondo alla rovescia, Edizioni Arya, Genova 2008. ISBN 9788890725623.
- Q. A. Simmaco, In difesa della Tradizione, Edizioni Arya, Genova 2008. ISBN 9788890725630.
- Julius Evola, Le sacre radici del potere, Edizioni Arya, Genova 2010. ISBN 9788890725654.
- Julius Evola, Scritti sulla Massoneria volgare speculativa, Edizioni Arya, Genova 2012. ISBN 9788890725609.

- Adriano Romualdi, Lettere ad un amico, Edizioni Arya, Genova 2013. ISBN 9788890725678.
- Tito Livio Patavino, Hic manebimus optime!, Edizioni Arya, Genova 2015. ISBN 9788898324026.
- Julius Evola, Etica Aria, Edizioni Arya, Genova 2018. ISBN 9788898324101.

### Arthos(pagine di testimonianza tradizionale)
- 1972 - n° 1 (settembre/dicembre), pagg. 48.
- 1973 - n° 2 (gennaio/aprile), pagg. 56.
- 1973 - n° 3 (maggio/agosto), pagg. 68.
- 1974 - n° 4-5 (settembre/dicembre 1973 - gennaio/aprile 1974), pagg. 128.
- 1974 - n° 6 (maggio/agosto), pagg. 64.
- 1974 - n° 7 (settembre/dicembre), pagg. 80.
- 1975 - n° 8 (gennaio/aprile), pagg. 64.
- 1975 - n° 9 (maggio/agosto), pagg. 64.
- 1975 - n° 10 (settembre/dicembre), pagg. 64.
- 1976 - n° 11 (gennaio/aprile), pagg. 64.
- 1976 - n° 12 (maggio/agosto), pagg. 64.
- 1976 - n° 13 (settembre/dicembre), pagg. 64.
- 1977 - n° 14 (gennaio/maggio), pagg. 68.
- 1977 - n° 15 (giugno/ottobre), pagg. 64.
- 1978  - n° 16 (novembre 1977/marzo 1978), pagg. 64.
- 1979 - n° 17-18 (aprile 1978/gennaio 1979), pagg. 128.
- 1982 - n° 19 (febbraio/giugno 1979), pagg. 180.
- 1983 - n° 20 (luglio/dicembre 1979 - "Il Sacro in Virgilio"), pagg. 72.
- 1983 - n° 21 (gennaio/giugno 1980), pagg. 78.
- 1983 - n° 22-23-24 (luglio 1980/dicembre 1981 - "La Tradizione Italica e Romana"), pagg. 186.
- 1983 - n° 25 (gennaio/giugno 1982), pagg. 64.
- 1984 - n° 26 (luglio/dicembre 1982), pagg. 60.
- 1985 - n° 27-28 (1983-1984 - "La Tradizione Artica"), pagg. 88.
- 1986 - n° 29 (1985), pagg. 72.
- 1987 - n° 30 (1986), pagg. 64.
- 1989 - n° 31-32 (1987-1988 - "René Guénon), pagg. 128.
- 1990 - n°  33-34 (1989-1990), pagg. 72.
- 1997 - nuova serie - n° 1 (gennaio/giugno 1997), pagg. 48.
- 1997 - nuova serie - n° 2 (luglio/dicembre 1997), pagg. 48.
- 1998 - nuova serie - n° 3-4 (gennaio/dicembre 1998), pagg. 48.
- 1999 - nuova serie - n° 5 (gennaio/giugno 1999), pagg. 48.
- 1999 - nuova serie - n° 6 (luglio/dicembre 1999), pagg. 48.
- 2000 - nuova sere - n° 7-8 (gennaio/dicembre 2000), pagg. 64.
- 2001 - nuova serie - n° 9 (2001), pagg. 64.
- 2003 - nuova serie - n° 10 (2002), pagg. 64.
- 2004 - nuova serie - n° 11 (2003), pagg. 64.
- 2005 - nuova serie - n° 12 (2004), pagg. 64.
- 2006 - nuova serie - n° 13 (2005), pagg. 64.
- 2006 - nuova serie - n° 14 (2006), pagg. 64.
- 2007 - nuova serie - n° 15 (2007), pagg. 64.
- 2008 - Edizioni Arya - n° 16 (L): "Convegno su Julius Evola a 110 anni dalla nascita" - pagg. 96. ISBN 9788898324200.
- 2009 - Edizioni Arya - n° 17 (LI): "Dalla Grande Madre a Giove Terribile" - pagg. 96. ISBN 9788898324224.
- 2010 - Edizioni Arya - n° 18 (LII): "Sul Buddhismo himalayano" - pagg. 96. ISBN 9788898324248.
- 2011 - Edizioni Arya - n° 19 (LIII): "Sui Mysteria" - pagg. 108. ISBN 9788898324262.
- 2012 - Edizioni Arya - n° 20 (LIV): "Numero speciale su Arturo Reghini" - pagg. 96. ISBN 9788898324286.
- 2012 - Edizioni Arya - n° 21 (LV): "Economia e Simbolismo nel quarantennale di Arthos" - pagg. 112. ISBN 9788898324309.
- 2013 - Edizioni Arya - n° 22 (LVI): "Storia che rivela la sacralità del Mito" - pagg. 96. ISBN 9788898324323.
- 2014 - Edizioni Arya - n° 23 (LVII): "L'iniziazione eroico-regale: figure e simboli" - pagg. 96. ISBN 9788898324019.
- 2015 - Edizioni Arya - n° 24 (LVIII): "Per il 750º anniversario della nascita di Dante" - pagg. 96. ISBN 9788898324033.
- 2016 - Edizioni Arya - n° 25 (LIX): "Genova e Venezia eredi di Roma" - pagg. 112. ISBN 9788898324057.
- 2017 - Edizioni Arya - n° 26 (LX): "I 60 numeri di Arthos" - pagg. 112. ISBN 9788898324095.
- 2018 - Edizioni Arya - n° 27 (LXI): "I 50 anni dal 1968" - pagg. 128. ISBN 9788898324118.
- 2019 - Edizioni Arya - n° 28 (LXII): "La metafisica della Montagna" - pagg. 192. ISBN 9788898324149.
- 2020 - Edizioni Arya - n° 29 (LXIII): "La forza dell'identità" - pagg. 192. ISBN 9788898324170.
- 2021 - Edizioni Arya - n° 30 (LXIV): "Dante e l'antichissima Sapienza italica" - pagg. 240. ISBN 9788898324217.
- 2022 - Edizioni Arya - n° 31 (LXV): "I Tempi Ultimi" - Cinquantennale di Arthos - pagg. 272 (il primo non curato dal fondatore). ISBN 9788898324330.
- 2023 - Edizioni Arya - n° 32 (LXVI): "La Guerra" - pagg. 336. ISBN 9788898324378.
- 2024 - Edizioni Arya - n° 33 (LXVII): "Il Paganesimo - pagg. 416. ISBN 9788898324361

### Articoli
- Renato Del Ponte, Aspetti del lessico pontificale: gli indigitamenta, in Diritto @ Storia, n. 1, maggio 2001. URL consultato il 7-9-2009.

- Renato Del Ponte, I Lari nel sistema spazio-temporale romano, in Arthos, vol. 6, n. 10, 2002,  pp. 66-76.
- Renato Del Ponte, Santità delle mura e sanzione divina, in Diritto @ Storia, n. 3, maggio 2004. URL consultato il 7-9-2009.
- Renato Del Ponte, Roma e gli Indoeuropei dopo Georges Dumézil, in Arthos, vol. 9, n. 13, 2005,  pp. 257-268.

## Premi
- Premio "Isola d'Elba" (1992)[2], per la Religione dei Romani.
- Premio "Cinque Terre - riviera ligure" (2000), per I Liguri.
- "Trofeo Premio Liguria" (2020), per I Liguri  (VIII Edizione del Premio Letterario Internazionale Città di Sarzana - sezione saggistica) con Edizioni Arya, Genova.